# Föderation Islamischer Dachorganisationen in der Schweiz

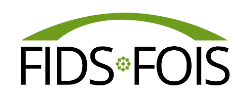

Die Föderation Islamischer Dachorganisationen in der Schweiz (FIDS; frz. La Fédération des organisations islamiques de Suisse; FOIS) gehört zu den beiden wichtigsten muslimischen Organisationen der Schweiz. Sie ist Mitglied im Schweizerischen Rat der Religionen. Die Organisation wurde am 30. April 2006 gegründet und ihr Präsident war bis zu seinem Tod im Mai 2015 Hisham Maizar. Ihr neuer Präsident ist Önder Günes. Die Geschäftsstelle befindet sich in Regensdorf ZH.
Die FIDS propagiert einen Islam der Mitte und distanziert sich von Extremismus, Exzentrismus und Gewaltanwendung. Die FIDS fokussiert auf die Vertretung der islamischen Interessen in der multiethnischen, multireligiösen und multikulturellen Schweiz.

## Mitglieder
- Basler Muslim Kommission (BMK)
- Bosnische Islamische Gemeinschaft in der Schweiz (IGB)
- Dachverband der Albanisch-Islamischen Gemeinschaften in der Schweiz (DAIGS)
- Dachorganisation der Islamischen Glaubensgemeinschaften Ostschweiz (DIGO)
- Islamischer Kantonalverband Bern (IKB)
- Islamischer Kantonalverband Solothurn (IKSO)
- Liga der Muslime der Schweiz (LMS Rabeta)
- Schweizerische Islamische Glaubensgemeinschaft (SIG)
- Türkisch Islamische Stiftung für die Schweiz (TISS)
- Union des Associations Musulmanes de Fribourg (UAMF)
- Union des Associations des Musulmanes du Canton de Neuchâtel (UNOM)
- Union Vaudoise des Associations Musulmanes (UVAM)
- Union des organisations musulmanes de Genève(UOMG)
- Verband Aargauer Muslime (VAM)
- Vereinigung der Islamischen Organisationen in Zürich (VIOZ)
- Young Swiss Muslim Network (YSMN)